# زودیا
زودیا (به لاتین: Zodeia) یک روستا در قبرس است که در ناحیه نیکوزیا واقع شده‌است.

## خصوصیات
زودیا ۳٬۳۱۷ نفر جمعیت دارد.